# Vestbukta
Die Vestbukta (norwegisch für Westbucht) ist eine Bucht an der Prinzessin-Martha-Küste des ostantarktischen Königin-Maud-Lands. Sie ist von einem Teil des Jelbart-Schelfeises besetzt.
Norwegische Wissenschaftler benannten sie.